# Otto Merz (Kameramann)
Otto Merz (* 8. Dezember 1908 in Stuttgart; † 1975) war ein deutscher Kameramann.

## Leben und Wirken
Seit 1940 war er Kamera-Assistent in der UFA bei Kameramann Willy Winterstein. Nach Ende des Zweiten Weltkrieges arbeitete Otto Merz als Oberbeleuchter und engagierte sich bei der Wiederherstellung der Betriebsfähigkeit der Babelsberger Filmstudios. Kamera-Assistent beim Trick-Spezialisten Ernst Kunstmann im DEFA-Studio für Spielfilme.
1956 unter der Regie von Karl Paryla fotografierte Otto Merz seinen ersten Spielfilm. Weitere Arbeiten unter der Regie von Kurt Maetzig, Joachim Kunert, Kurt Jung-Alsen und Walter Felsenstein.

## Filmografie
als Kameramann 
- 1950: Mädchen mit Beziehungen
- 1951: Engel im Abendkleid
- 1951: Magische Signale
- 1952: Die Mühe lohnt
- 1952: Schutz der Arbeitskraft
- 1953: Kapitäne von Morgen
- 1953: Boxen
- 1954: Unsere jungen Matrosen auf See
- 1954: Spitzenzeit – Sparsamkeit
- 1954: Unsere jungen Matrosen im Hafen
- 1955: Das Wartehäuschen
- 1955: Hauptsache, das Geld stimmt!
- 1955: Der arme Jonathan
- 1956: Mich dürstet
- 1957: Schlösser und Katen
- 1957: Zwei Mütter
- 1958: Tatort Berlin
- 1958: Der Lotterieschwede
- 1958: Das Lied der Matrosen
- 1959: Der kleine Kuno
- 1959: Maibowle
- 1960: Der Moorhund
- 1960: Immer am Weg dein Gesicht (TV)
- 1961: Der Ermordete greift ein (TV)
- 1962: Peter und das Einmaleins mit der Sieben
- 1962: Die Nacht an der Autobahn (TV)
- 1963: Musik aus dem FF (TV)
- 1964: Alaskafüchse
- 1964: Das Mädchen aus dem Dschungel (TV)
- 1965: Lots Weib
- 1967: Hannes Scharf (10-teilige Serie – TV)
- 1967: Grazioso im Dresdner Zwinger (TV)
- 1967: Till Eulenspiegels lustige Streiche (TV)
- 1969: Androklus und der Löwe (TV)
- 1969: Othello (TV)
- 1970: Hoffmanns Erzählungen (TV)
- 1973: Ritter Blaubart (TV)
- 1973: Ninotschka sucht den Frühling (TV)

## Auszeichnungen
- 1959: Nationalpreis II. Klasse für Kunst und Literatur im Kollektiv für Das Lied der Matrosen – Kurt Maetzig, Günter Reisch (Regie); Karl Georg Egel, Paul Wiens (Autoren); Otto Merz, Joachim Hasler (Kamera)
- 1970: Nationalpreis I. Klasse für Kunst und Literatur im Kollektiv für Othello – Walter Felsenstein, Kurt Masur, Otto Merz, Hans Nocker